# Adolf Knipper
Adolf Knipper (* 5. Oktober 1916 in Saargemünd; † unbekannt) war ein deutscher Politiker der DDR-Blockpartei CDU. Er war Mitglied im Landtag von Mecklenburg-Vorpommern 1946 bis 1950 und stellvertretender Vorsitzender im Rat des Bezirks Rostock 1961 bis 1981.

## Leben
Adolf Knipper besuchte die Grundschule in Malchin und seit 1926 das Realgymnasium Schwerin. Seine Lehrzeit als Drogist beendete er 1937 mit der Kaufmanns- und Drogistenprüfung. Bis 1938 war Knipper Bildberichterstatter bei der Mecklenburgischen Zeitung, dann Wehrpflichtiger und Soldat im Sanitätsdienst der Wehrmacht. 1944 geriet Knipper in sowjetische Kriegsgefangenschaft, wo er sich dem Nationalkomitee Freies Deutschland anschloss.
Nach seiner Rückkehr aus der Kriegsgefangenschaft 1945 wurde Adolf Knipper Mitglied in der CDU und Jugendvertreter im Schweriner Ortsvorstand. Er gehörte der beratenden Versammlung der Stadt Schwerin an und erhielt nach den Wahlen ein Landtagsmandat. Im Hauptberuf war Knipper bei der IHK Schwerin beschäftigt, deren Teterower Geschäftsstelle er seit 1946 leitete. Er vertrat die CDU in den Kreistagen Malchin und Ribnitz-Damgarten sowie im Bezirkstag Rostock. Schließlich begann er eine hauptamtliche Karriere als stellvertretender Vorsitzender im Rat des Kreises Ribnitz-Damgarten, ab 1959 als stellvertretender Bürgermeister Rostocks und von 1961 bis 1981 als stellvertretender Vorsitzender im Rat des Bezirks Rostock.